# Ceek
Ceek este un oraș din Somalia, alfat în apropiere de Berbera.